# آرآرآر
آرآرآر (بالإنجليزية: RRR)‏ هو فيلم درامي تاريخي هندي باللغة التيلجو صدر عام 2022 من إخراج إس. إس. راجامولي، الذي شارك في كتابة الفيلم مع في. فيجايندرا براساد. تم إنتاجه بواسطة دي في في دانايا تحت إشراف شركة دي في في إنترتينمنت. الفيلم من بطولة إن تي راما راو جونيور، ورام شاران، وأجاي ديفجان، وعاليا بهات، وشريا ساران، وساموثيراكاني، وراي ستيفنسون، وأليسن دودي، وأوليفيا موريس. الفيلم تكريم خيالي لثوريين هنديين، ألوري سيتاراما راجو (شاران) وكومارام بهيم (راما راو)، ويحتفل بالصداقة والنضال ضد القمع من قبل الحكم البريطاني.
ابتكر راجامولي القصة من خلال إعادة تصور لقاء راما راجو وبهيم في دلهي عام 1920 كقوتين لا يمكن إيقافهما في معركة ملحمية ضد الطغيان الاستعماري. تم الإعلان عن الفيلم في مارس 2018. بدأ التصوير الرئيسي للفيلم في نوفمبر 2018 في حيدر أباد واستمر حتى أغسطس 2021، بسبب التأخيرات الناجمة عن جائحة كوفيد-19. تم تصويره على نطاق واسع في جميع أنحاء الهند، مع تصوير بعض المشاهد في أوكرانيا وبلغاريا. تم تأليف الموسيقى التصويرية للفيلم والموسيقى الخلفية بواسطة إم. إم. كيرافاني، مع التصوير السينمائي بواسطة كيه. كيه. سينثيل كومار والمونتاج بواسطة إيه. سريكار براساد. سابو سيريل هو مصمم إنتاج الفيلم بينما أشرف في. سرينيفاس موهان على المؤثرات البصرية.
تم إنتاج الفيلم بميزانية قدرها 550 كرور روبية، وكان أغلى فيلم هندي وقت إصداره. تم إصدار الفيلم في دور العرض في 25 مارس 2022. وقد نال استحسان النقاد على نطاق واسع لإخراجه وكتابة السيناريو وأداء الممثلين والتصوير السينمائي والموسيقى التصويرية وتسلسلات الحركة والمؤثرات البصرية. مع 223 كرور روبية عالميًا في يومه الأول، سجل آرآرآر أعلى يوم افتتاح حققه فيلم هندي. ظهر كأعلى فيلم ربح في سوقه المحلية في أندرا براديش وتيلانجانا، حيث حقق أكثر من 406 كرور روبية. حقق الفيلم 1300 كرور روبية عالميًا، محققًا العديد من الأرقام القياسية في شباك التذاكر لفيلم هندي، بما في ذلك ثالث أعلى فيلم هندي ربحًا، وثاني أعلى فيلم تيلجو ربحًا وأعلى فيلم هندي ربحًا في عام 2022 على مستوى العالم.
أصبح فيلم آرآرآر ظاهرة ثقافية عالمية. اعتبر المجلس الوطني للمراجعة الفيلم واحدًا من أفضل عشرة أفلام لهذا العام، مما يجعله الفيلم السابع غير الناطق باللغة الإنجليزية الذي يصل إلى القائمة. فازت أغنية "ناتو ناتو" بجائزة الأوسكار لأفضل أغنية أصلية في حفل توزيع جوائز الأوسكار الخامس والتسعون، مما يجعلها أول أغنية من فيلم هندي، وكذلك أول أغنية من فيلم آسيوي، تفوز في هذه الفئة. جعل الفوز آرآرآر أول فيلم هندي طويل وحيد يفوز بجائزة الأوسكار. أصبح الفيلم ثالث فيلم هندي وأول فيلم تيلجو يتلقى ترشيحات في جوائز الغولدن غلوب، بما في ذلك أفضل فيلم بلغة أجنبية، وفاز بجائزة أفضل أغنية أصلية عن "ناتو ناتو"، مما يجعله أول هندي (وكذلك أول مرشح آسيوي) يفوز بالجائزة. فاز آرآرآر أيضًا بجائزتي أفضل فيلم بلغة أجنبية وأفضل أغنية في حفل توزيع جوائز اختيار النقاد الثامن والعشرين. في حفل توزيع جوائز الفيلم الوطني التاسع والستين، فاز الفيلم بستة جوائز، بما في ذلك أفضل فيلم روائي شعبي، وأفضل إخراج موسيقي (كيرافاني) وأفضل مغني (كالا بهايرافا عن "كومورام بهيمودو").

## القصة
خلال فترة الحكم البريطاني في عام 1920، زار الحاكم سكوت بوكستون وزوجته كاثرين غابة في أديلاباد، حيث اختطفا مالي، وهي فتاة شابة موهوبة فنياً من قبيلة غوند. ينطلق كومارام بيهيم، الوصي على القبيلة، إلى دلهي لإنقاذها، متنكراً في هيئة مسلم يُدعى أختر. يحذر نظام حيدر أباد مكتب بوكستون من الخطر الوشيك وينصحهم بإعادة الطفلة. لكن كاثرين لم تتراجع، فجندت أ. راما راجو، ضابط شرطة الإمبراطورية الهندية الطموح، لقمع التهديد، ووعدته بترقية إذا أسر بيهيم حياً أو مكافأة بخلاف ذلك. يحضر راجو وعمه فينكاتيسوارولو تجمعاً مؤيداً للاستقلال متنكرين، حيث يحاول مساعد بيهيم لاتشو تجنيدهما في مؤامرة بيهيم. في الطريق إلى مخبأ بيهيم، يميز لاتشو هوية راجو ويهرب. بعد فترة وجيزة، يشهد راجو وبهيم طفلاً محاصرًا في حادث قطار ويعملان معًا لإنقاذه. دون أن يدركا ولاءاتهما المتعارضة، يشكلان صداقة وثيقة تؤدي إلى علاقة صداقة.
بمساعدة راجو، يتودد بهيم إلى امرأة إنجليزية تدعى جيني، ويكتشف أنها تقيم مع بوكستون. بعد حفلة يتفوق فيها راجو وبهيم على الحضور الإنجليز المتغطرسين، تدعو جيني بهيم إلى مقر إقامتها، حيث يجد مالي ويعد بإطلاق سراحها بعد فترة وجيزة. وفي الوقت نفسه، يحدد راجو مكان لاتشو ويقبض عليه. أثناء الاستجواب، يضع لاتشو سيفًا مربوطًا على راجو ويحذره من موته الوشيك وأن الترياق معروف فقط لدى الغوند. يجد بهيم راجو وينقذ حياته ويكشف عن هويته القبلية ومهمته، دون أن يدرك هوية راجو الحقيقية. في تلك الليلة، في مناسبة لتكريم الحاكم بوكستون، اقتحم رجال بهيم مقر إقامته بشاحنة مليئة بالحيوانات البرية، حيث قاموا بضرب حراس سكوت، مما تسبب في إحداث فوضى بين الضيوف. يصل راجو ويقاتل بهيم؛ يُجبر بهيم على التراجع عندما يمسك بوكستون مالي تحت تهديد السلاح. يتم القبض على بهيم، ويتم ترقية راجو.
يكشف الفلاش باك أن والد راجو ألوري فينكاتاراما راجو كان ثائرًا كان يأمل في تسليح قريته بالبنادق البريطانية لكنه قُتل على يد جنود بريطانيين قبل أن تتاح له الفرصة. غادر راجو بعد ذلك قريته وخطيبته سيتا ليصبح جاسوسًا داخل الشرطة، وأعطته ترقيته لأسر بهيم أخيرًا إمكانية الوصول إلى شحنات الأسلحة. في جلد بهيم العلني، حاول راجو إقناعه بالتراجع عن أفعاله؛ اختار بهيم الجلد بدلاً من ذلك. يغني بهيم متحديًا إصاباته، مما يحرض الحشد المجتمع على التمرد، ويزيد من تنوير راجو. يقنع بوكستون بإعدام بهيم سراً أمام مالي أثناء تحضير كمين لإنقاذهما، لكن بوكستون يكتشف الخطة، ويصاب راجو أثناء إنقاذ مالي. يعتقد بهيم أن مالي في خطر، فيضرب راجو بهراوة ويهرب مع الفتاة. يتم القبض على راجو بتهمة الخيانة وسجنه في الحبس الانفرادي.
بعد أشهر، حاصرت السلطات الاستعمارية بهيم، الذي كان يختبئ مع مجموعته ومالي في هاثراس. يتجنب الكشف عنه بصعوبة عندما تصدهم سيتا بزعم وجود وباء الجدري. دون علم بهوية بهيم، تكشف عن أهداف راجو المناهضة للاستعمار وإعدامه الوشيك. يدرك بهيم حماقته، ويتعهد بإنقاذه. بمساعدة جيني المتعاطفة، يتسلل بهيم إلى الثكنات التي يُحتجز فيها راجو ويطلق سراحه. يتراجع الثنائي إلى غابة قريبة، حيث يهزمان الجنود بقوس طويل مأخوذ من ضريح راما ورمح. ينقلان القتال إلى بوكستون، ويلقيان دراجة نارية مشتعلة في مخازن الثكنات، مما يؤدي إلى اشتعالها. يسرق بهيم مخبأ من البنادق لراجو قبل أن تنفجر الثكنات، مما يؤدي إلى مقتل العديد من الجنود وكاثرين. يحاصر راجو بوكستون الجريح، ويأمر بهيم بإعدامه ببندقية بريطانية، محققًا أهدافهما. يجتمع راجو مع سيتا، ويجتمع بهيم مع قبيلته. للاحتفال بإتمام المهمة بنجاح، يطلب راجو من بهيم أن يتمنى أمنية يمكنه تحقيقها؛ يطلب بهيم من راجو توفير التعليم له ومجتمعه.

## الممثلون
- ن. تي راما راو جونيور بدور بهيم، زعيم قبلي غوند من تيلانجانا الذي قاتل ضد نظام حيدر أباد لتحرير ولاية حيدر أباد/أختار.
- رام شاران بدور ألوري سيتاراما راجو، زعيم ثوري من أندرا براديش الذي شن حملة مسلحة ضد الراج البريطاني
  - فارون بودهاديف في دور الشاب راما راجو
- أجاي ديفجن بدور ألوري فينكاتاراما راجو، والد راما راجو الراحل.
- علياء بهات بدور سيتا، خطيبة راما راجو
  - سباندان شاتورفيدي بدور يونغ سيتا
- شريا ساران بدور ساروجيني، فينكاتاراما زوجة راجو ووالدة راما راجو الراحلة
- ساموثيراكاني بدور فينكاتيسوارولو، عم راما راجو
- راي ستيفنسون بدور الحاكم سكوت بوكستون
- أليسون دودي بدور كاثرين بوكستون
- أوليفيا موريس في دور جينيفر "جيني"
- تشاتراباتي سيخار بدور جانجو، رفيق فهيم
- ماكاراند ديشباندي بدور بيدايا، رفيق فهيم
- راجيف كاناكالا بدور فينكات أفاداني، المستشار الخاص لنظام
- راهول راماكريشنا بدور لاتشو
- إدوارد سونينبليك بدور إدوارد
- مارك بنينجتون في دور كننغهام
- إدوارد بوهاك في دور جيك
- ر. بهاكتي كلاين في دور DSP فيليب جرين
- الأحمرين أنجوم أ لوكي، والدة مالي
- توينكل شارما في دور مالي
- شاكري في دور شينا، شقيق راما راجو
- س. س.رجامولي بدور نفسه في أغنية "الإثارة جيندا" (ظهور خاص)

## روابط خارجية
- آرآرآر على موقع IMDb (الإنجليزية)
- آرآرآر على موقع ميتاكريتيك (الإنجليزية)
- آرآرآر على موقع روتن توميتوز (الإنجليزية)
- آرآرآر على موقع ألو سيني (الفرنسية)
- آرآرآر على موقع أول موفي (الإنجليزية)
- آرآرآر على موقع فيلمافينيتي (الإسبانية)
- آرآرآر على موقع قاعدة بيانات الفيلم (الإنجليزية)
- آرآرآر على موقع ليتربوكسد (الإنجليزية)
- آرآرآر على موقع كينوبويسك (الروسية)